# الانتقام (كتاب جوناس)
الانتقام هو كتاب صدر في عام 1984 من قبل جورج جوناس يصف جزء من عملية غضب الله وهي حملة الاغتيال الإسرائيلية التي شنت بعد مذبحة دورة الألعاب الأولمبية الصيفية 1972 في ميونيخ بألمانيا الغربية. أعيد إصداره على أنه الانتقام: القصة الحقيقية لفريق إسرائيلي لمكافحة الإرهاب أو الانتقام: سيف جدعون في بعض الطبعات والبلدان في وقت لاحق.
المصدر الرئيسي للكتاب هو أيضا الشخصية الرئيسية جوفال أفيف والمعروف في الكتاب بأفنير. هو ضابط في الموساد يتم تجنيده لقيادة فريق صغير في أوروبا لاغتيال عدد من المشتبه فيهم من منظمة التحرير الفلسطينية ومسلحي منظمة أيلول الأسود. كل فصل من فصول الكتاب يتناول مرحلة منفصلة من المهمة بما في ذلك خلفية كل عملية اغتيال. على الرغم من أن جوناس ادعى أنه تحقق من قصة أفيف قدر المستطاع فإن النقاد بما في ذلك أعضاء جماعة الاستخبارات الإسرائيلية قد شككوا في صحة القصة. لقد ألهم الكتاب قصة الفيلم التلفزيوني سيف جدعون في عام 1986 والفيلم السينمائي ميونيخ من إخراج ستيفن سبيلبرغ في عام 2005.